# Borriol
Borriol é um município da Espanha na província de Castelló, Comunidade Valenciana. Tem 62,07 km² de área e em 2021 tinha 5 552 habitantes (densidade: 89,4 hab./km²).

## Demografia
| Variação demográfica do município entre 1991 e 2004 | Variação demográfica do município entre 1991 e 2004 | Variação demográfica do município entre 1991 e 2004 | Variação demográfica do município entre 1991 e 2004 |
| --------------------------------------------------- | --------------------------------------------------- | --------------------------------------------------- | --------------------------------------------------- |
| 1991                                                | 1996                                                | 2001                                                | 2004                                                |
| 2701                                                | 3129                                                | 3812                                                | 4195                                                |